# Militaire Inlichtingen- en Veiligheidsdienst
Le Militaire Inlichtingen- en Veiligheidsdienst (MIVD, Service du Renseignement et de la Sécurité Militaires) est le service de renseignement militaire des Pays-Bas.

## Présentation
Placé sous la tutelle du ministère de la Défense, il a succédé au Militaire Inlichtingendienst (MID). L'agence est régie par la Wet op de inlichtingen- en veiligheidsdiensten (Wiv), une loi datant de 2002, qui définit également le cadre d'action de l'Algemene Inlichtingen- en Veiligheidsdienst (le renseignement civil des Pays-Bas).
En mars 2018, le Premier ministre néerlandais Mark Rutte appelle à voter « oui » lors de la consultation populaire que le gouvernement a été contraint d'organiser après qu'une pétition a réuni 400 000 signatures concernant un projet de loi augmentant les compétences des services de renseignement néerlandais. Finalement, malgré les sondages qui prévoient une victoire du « oui », le « non » l'emporte avec 49,4 % des voies, tandis que 46,5 % des électeurs ont soutenu le projet de loi. Cela contraint le gouvernement à faire marche arrière, bien qu'il n'y soit pas légalement obligé. Le projet de loi effraie en effet une partie de la population mais aussi le Conseil d'État néerlandais qui considère que des violations de la vie privée sont possibles, allant potentiellement jusqu'à une contradiction avec la Convention européenne des droits de l'homme.
Le service militaire est chargé des missions suivantes :
- collecte de renseignement sur les forces armées dans le monde ;
- collecte de renseignement sur les zones dans lesquelles les forces armées néerlandaises sont susceptibles d’être engagées (par exemple pour des missions de maintien de la paix) ;
- enquête sur tout problème impliquant des officiers ;
- prévention des menaces susceptibles de peser sur l’armée du pays ;
- contrespionnage.